# Ilona Sundermeier
Ilona Sundermeier (geboren am 27. November 1951 in Minden als Ilona Kind) ist eine ehemalige deutsche Handballspielerin, die sowohl im Feldhandball als auch im Hallenhandball aktiv war.

## Verein
Sundermeier spielte beim TuS Eintracht Minden, mit dem sie vier Mal die Deutsche Meisterschaft gewann (1973, 1975, 1976 und 1978). Von dort wechselte sie zu TuS Westfalia Vlotho–Uffeln. Dort beendete sie ihre aktive Karriere am 2. Mai 1987.

## Nationalmannschaft
Für die Auswahl des Deutschen Handballbundes, die deutsche Nationalmannschaft, stand Sundermeier 99 Mal im Aufgebot, so auch bei der Weltmeisterschaft 1973 und der Weltmeisterschaft 1978.

## Trainerin
Ilona Sundermeier war zunächst Spielertrainerin bei TuS Westfalia Vlotho–Uffeln, später Handballtrainerin.

## Privates
Ihre Zwillingsschwester Veronika Maaß spielte ebenfalls Handball.